# Gran Tavola
La Gran Tavola (o Magna Tavola) dei Bonsignori o Bonsignore fu la più importante banca a livello europeo nel Duecento.

## Il contesto socio-storico
Gli albori dell'anno 1000 vedono Siena come una comunità guidata in maniera autarchica. La situazione socio-economica di Siena rispecchia quella di tutte le comunità dell'epoca, lontane ancora dagli sviluppi comunali. Vige una vita di sussistenza, povera e basata esclusivamente sulla terra che è per la maggior parte della Chiesa, che costituisce l'epicentro di una società gerarchizzata e sottomessa.

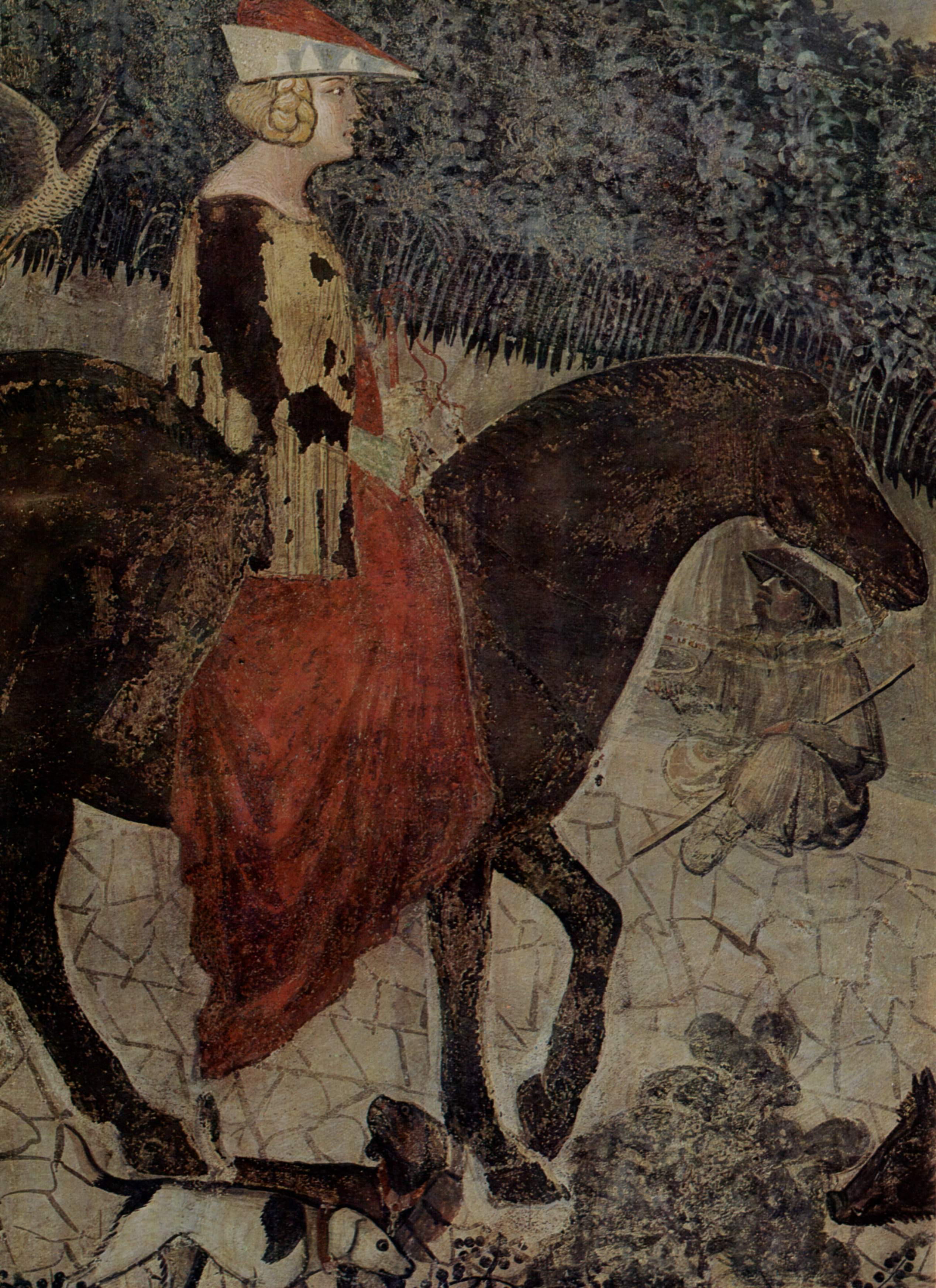
Orlando Bonsignori, fondatore della Gran Tavola.

Siena, tuttavia, possiede una risorsa straordinaria, al momento sopita, ma pregna di eccezionali sviluppi che sarà la base di una evoluzione socioeconomica impressionante, con conseguenze importantissime sia sul piano regionale che su quello internazionale. Questa risorsa è la strada che l'attraversa da Nord verso Sud, grosso modo quella che oggi va da Porta Camollia a Porta Romana. Siena ha l'enorme fortuna, presto riconosciuta e sfruttata dai suoi cittadini, di essere posta lungo la via Francigena, il percorso che porta dal nord dell'Europa a Roma e verso quei luoghi del Sud d'Italia che costituiscono le teste di ponte per le Crociate. È una posizione geografica strategicamente eccezionale, specie dopo che, per motivi di sicurezza, è stato abbandonato il percorso costiero. Strategica non solo sotto l'aspetto militare ma per le opportunità economiche che offre a chi sa sfruttarle, basti pensare che da Siena passano Re, Imperatori e Papi con tutto quello che ne consegue.

### Il XIII ed il XIV
Il XIII ed il XIV sono i secoli della grande mercatura e delle grandi banche, attività che quasi sempre sono svolte simbioticamente da uno stesso soggetto, prima mercante, poi prestatore quindi  banchiere. Mercanti-banchieri che dominano le piazze commerciali e finanziarie internazionali prima dei fiorentini; percorrono l'Europa inseguendo gli affari più profittevoli del momento influenzandone l'economia ed anche la politica.
Sono imprenditori che molto spesso crescono all'ombra del Papato di cui sono Campsores Domini Pape, appaltatori dei tributi ed esclusivi banchieri di fiducia. Molto elevato era pertanto il flusso di denaro gestito dai banchieri senesi e questo concentrava potere nelle loro mani.

## I banchieri senesi
I banchieri senesi sono imprenditori capacissimi, spietati ed esosi, spesso accusati dai contemporanei di essere nefandi usurarii, accusati a volte dagli stessi sovrani che finanziano. Sono, tuttavia, professionali e seri, ma soprattutto anticipatori di tecniche mercantili e bancarie che divengono punti di riferimento per il modo degli  affari dell'epoca. Questi mercanti-banchieri, nel ‘200, si trovano ovunque ed in posizioni di primaria importanza, protagonisti economici del secolo. La Champagne, con le sue fiere di Troyes, Provins, Aube ecc., è il loro teatro privilegiato; prestano ai nobili di questa regione, al Re d'Inghilterra, al re di Aragona, al Papa, ad altri mercanti ed imprenditori più o meno grandi. Si distinguono dai cosiddetti Lombardi di Asti e dai genovesi per la completezza ed universalità dell'attività bancaria: è la banca universale ante litteram che nasce.

## I Bonsignori
È in questo contesto che emerge Orlando Bonsignori e la sua Gran Tavola.
Le origini dei Bonsignori si perdono nel medioevo senese. Il padre è Bonsignore di Bernardo, ricco mercante, che in società con altri ha l'appalto della dogana del sale di Siena e Grosseto. Seppur  provenienti dalla nobiltà feudale i Bonsignori (o Bonsignore) non provengono dalla grande aristocrazia terriera. Questo non impedì loro di divenire i banchieri più importanti e influenti del Duecento e la loro banca, la Gran Tavola, fu senz'altro la più grande banca europea dell'epoca.
Orlando con il fratello Bonifazio sviluppa l'attività bancaria iniziata dal padre portandola a livelli eccelsi, sempre all'ombra e sotto la protezione del Papa Innocenzo IV di cui gestiscono i tributi e le finanze. Sono entrati, come si dice, nel salotto buono della finanza internazionale  e dalla porta principale.

## La fondazione della Gran Tavola
Nel 1255, dopo la morte del fratello Bonifazio, Orlando Bonsignori forma una società in cui entrano oltre a dei parenti anche degli estranei al consorzio parentale, altri mercanti che investono sostanzialmente su Orlando Bonsignori. Questi dirige la Gran Tavola, come è chiamata la banca, direttamente senza consentire intromissioni di altri. La banca ben presto assurge ad un livello altissimo di potenza economico-finanziaria. Ha l'esclusiva del deposito di tutte le somme incassate dalla Chiesa cui si aggiunge col papa Clemente IV l'esazione di tutte le decime e delle quote destinate alla Terra santa.
La Gran Tavola finanzia, fra l'altro, Carlo IV d'Angiò nella guerra contro gli Svevi per la conquista dell'Italia meridionale e di quello che fu il Regno normanno-svevo di Sicilia. Il Bonsignori si inserisce così da protagonista nel grande gioco della politica internazionale contribuendo finanziariamente all'eliminazione fisica degli epigoni di Federico II ed al ridisegno  della carta geopolitica dell'Italia. È dalla parte dei vincenti, il Papa ed il nuovo Re di Sicilia Carlo IV d'Angiò, presso i quali accumula crediti politici e finanziari che lo rendono sempre più potente. Oltre che un grandissimo banchiere è un abile politico, sempre in sintonia con il Papa, la cui benevolenza nei suoi confronti sarà dimostrata quando, caso unico a Siena, lo escluderà dal boicottaggio che aveva proclamato contro i mercanti-banchieri senesi, tradizionalmente ghibellini.
La Gran Tavola si identifica con Orlando Bonsignori, ormai all'apice dell'empireo finanziario mondiale contemporaneo, conteso ed invidiato, che, consapevole della propria forza e capacità, si dimostra abile ed inflessibile nel perseguire i propri fini: ecco, per dirla con Chiaudano, un Rothschild del '200. Il Bonsignori dà alla banca un'organizzazione efficientissima con succursali nelle principali piazze finanziarie dell'epoca. I suoi clienti sono Regnanti, Papi, grandi e piccoli mercanti verso i quali la sua specializzazione, oltre ai prestiti, è il cambio che consente enormi profitti. Sviluppa un sistema di cambi che durerà fino alle soglie del XIX secolo. La fiducia internazionale capitalizzata gli consente di intervenire negli affari più lucrosi.

## Il fallimento della Gran Tavola
Il successo della Gran Tavola è così personale e legato strettamente ad Orlando Bonsignori  che quando questi muore, nel  1273, inizia il declino che la porterà al suo fallimento. La direzione della banca passa al figlio maggiore Fazio, ma al contempo si assottigliano quelle relazioni personali del padre che hanno contribuito alla sua fortuna.
È cambiato anche lo scenario finanziario, nuovi protagonisti crescono e si presentano in una concorrenza sempre più spietata e spregiudicata. Firenze cresce sotto la spinta della propria economia il cui simbolo, il fiorino d'oro, si va imponendo. I mercanti-banchieri fiorentini, sempre più aggressivi ed efficienti, sottraggono quote di mercato in una competizione che vedrà perdente Siena.
La Gran Tavola si trasforma, escono alcuni soci storici e ne entrano di nuovi, ma non avrà fortuna: manca quell'elemento unificante e quel carisma tipico di Orlando Bonsignori che ne aveva fatto il massimo banchiere dell'epoca.
Si susseguono liti e diffidenze tra i soci, si impongono controlli incrociati che finiscono per ingessare la banca: è l'inizio della crisi, presto irreversibile. Si perdono contatti e contratti a favore di altri banchieri. La Gran Tavola ha perso il suo motore, Orlando, ed i suoi successori, non all'altezza della situazione, sono inidonei a condurre una grande banca. A tutto ciò si aggiunge la difficoltà o l'impossibilità di recuperare dei crediti con la conseguente crisi di liquidità. Si arriva allo stallo finanziario e poi alla rovina ovvero al quel dissesto che si consumerà nei primi anni del XIV secolo.
Il fallimento della Gran Tavola ebbe una grande risonanza per le personalità e le somme che erano in gioco e per le ricadute negative sul mondo economico-finanziario senese. I successori di Orlando Bonsignori, tuttavia, riuscirono a tacitare i propri creditori con una serie di transazioni anche molto onerose, salvando così l'onore. Altri grandi banchieri senesi, i Piccolomini, i Tolomei, i Salimbeni ecc., s'imporranno, anche in maniera più duratura, ma senza assurgere all'altezza di Orlando Bonsignori.

## Attività economiche dopo il fallimento
Fallita la banca ed ogni tentativo di ricostruirla (vedi la fondazione della Società dei figli di Bonsignore), i membri di questa famiglia senese ancora fra le prime per ricchezza e prestigio a Siena, si dedicarono ad attività politiche, prendendo parte alle lotte fra le fazioni interne per il governo della città.
Nonostante il fallimento, avvenuto per la discordia esistente fra i soci e per il sopravvento dei nuovi banchieri fiorentini, le sostanze della nobile casata rimasero pressoché intatte, tant'è vero che i Bonsignori continuarono a pagare i crediti alla Camera Apostolica fino alla meta del XIV secolo.
A seguito delle mutate condizioni politiche di Siena e della Toscana, in cui la vecchia nobiltà veniva sempre più oppressa dagli uomini nuovi della borghesia mercantile, i membri della casata presero a gestire i traffici commerciali della Dogana di Trapani, luogo in cui alcuni di loro fecero pianta stabile, trovandovi un ambiente più adatto al mantenimento del loro prestigio. Assunsero il titolo di Baroni di San Giuseppe. Noti nei documenti sia come Bonsignore che Bonsignori, dalla metà del Seicento, il ramo siciliano assumerà stabilmente la prima cognominazione.